# Лейтенант с острова Инишмор
«Лейтенант с острова Инишмор» (англ. The Lieutenant of Inismore) — чёрная комедия ирландского драматурга, кинорежиссёра и продюсера Мартина Макдонаха, написанная в 2001 году. Пьеса, как и «Калека с острова Инишмаан» (англ. The Cripple of Inishmaan) и неопубликованная «Банши Инишерина» (англ. The Banshees of Inisheer), входит в состав трилогии Аранских островов.

## Сюжет
В Ирландии в 1993 году мирный процесс в Северной Ирландии делает свои первые неуверенные шаги. Человек из Ирландской национально-освободительной армии (INLA) Мэд Падрайк вырывает ногти на ногах у наркоторговца Джеймса, когда слышит, что его любимому коту Крошке Томасу плохо. Он возвращается домой на остров Инишмор, где узнает, что Крошка Томас не болен, а был убит. Падрайк, человек, которого считают слишком сумасшедшим для Ирландской республиканской армии и который сильно испытывает терпение своих товарищей по INLA, полон решимости отомстить. Он убивает четырех человек и двух других кошек, прежде чем Крошку Томаса находят живым и здоровым; первого кота приняли за него.

## Постановки
Пьеса была впервые поставлена Королевской Шекспировской труппой в Стратфорде-апон-Эйвоне в 2001 году (реж. Уилсон Милам). В 2002 году постановка была перенесена в Барбикан, а затем в театр Гаррика, перед гастролями по Великобритании и, в конечном итоге, по Ирландии.
- Пермский театр «У Моста» (реж. Сергей Федотов)[5]
- Оренбургский областной драматический театр имени М. Горького (реж. Александр Федоров)[6]
- Театр за Чёрной речкой (реж. Александр Невинский)[7]
- Озерский театр драмы и комедии «НАШ ДОМ» (реж. Никита Золин)[8]
- Московский театр юного зрителя (реж. Александр Суворов)[9]